# Robert C. Smith

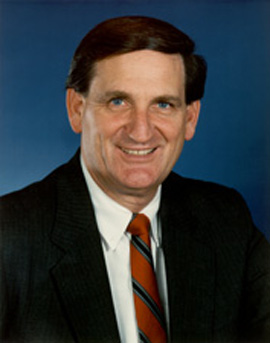
Robert C. "Bob" Smith

Robert C. "Bob" Smith, född 30 mars 1941 i Trenton, New Jersey, är en amerikansk republikansk politiker. Han representerade delstaten New Hampshire i båda kamrarna av USA:s kongress, först i representanthuset 1985-1990 och sedan i senaten 1990-2003.
Smith utexaminerades 1965 från Lafayette College. Han tjänstgjorde sedan i USA:s flotta i Vietnamkriget.
Smith efterträdde 1985 Norman D'Amours som kongressledamot. Senator Gordon J. Humphrey ställde inte upp till omval i senatsvalet 1990. Smith vann valet och fick tillträda några veckor i förtid, eftersom Humphrey avgick i december 1990. Smith omvaldes 1996. Han kandiderade utan framgång i republikanernas primärval inför presidentvalet i USA 2000. Efter primärvalen tänkte han kandidera som obunden men drog sedan sin kandidatur tillbaka och stödde George W. Bush i stället. Smith besegrades av John E. Sununu i republikanernas primärval inför senatsvalet 2002.